# Mubadala Abu Dhabi Open 2024
Mubadala Abu Dhabi Open 2024  byl tenisový turnaj na ženském profesionálním okruhu WTA Tour hraný v Mezinárodním tenisovém centru Zayedova sportovního města na tvrdém povrchu Laykold. Třetí ročník Abu Dhabi Open probíhal mezi 5. a 11. únorem 2024 v Abú Zabí, hlavním městě Spojených arabských emirátů.
Turnaj dotovaný 922 573 dolary patřil do kategorie WTA 500. Nejvýše nasazenou singlistkou se stala pátá tenistka světa Jelena Rybakinová. Jako poslední přímá účastnice do dvouhry nastoupila kazachstánská 32. hráčka žebříčku Lesja Curenková. V důsledku invaze Ruska na Ukrajinu na konci února 2022 řídící organizace tenisu ATP, WTA a ITF s grandslamy rozhodly, že ruští a běloruští tenisté mohli dále na okruzích startovat, ale do odvolání nikoli pod vlajkami Ruska a Běloruska.
Udělením divoké karty do kvalifikace se 19letá Yara Alhogbaniová stala první saúdskoarabskou tenistkou hrající na okruhu WTA Tour.
Sedmý singlový titul na okruhu WTA Tour vybojovala 24letá Kazachstánka Jelena Rybakinová, znamenající její druhou sezónní trofej. Čtyřhru ovládly Američanky Sofia Keninová s Bethanií Mattekovou-Sandsovou, které po triumfu na China Open 2019 získaly druhou společnou trofej.

## Rozdělení bodů a finančních odměn

### Rozdělení bodů
| Soutěž  | Soutěž      | vítězky | finalistky | semifinalistky | čtvrtfinalistky | 16 v kole | 28 v kole | Q  | Q2 | Q1 |
| ------- | ----------- | ------- | ---------- | -------------- | --------------- | --------- | --------- | -- | -- | -- |
| dvouhra | [ 2 ] [ 8 ] | 500     | 325        | 195            | 108             | 60        | 1         | 25 | 13 | 1  |
| čtyřhra | [ 9 ]       | 500     | 325        | 195            | 108             | 1         | —         | —  | —  | —  |

### Finanční odměny
| Soutěž                                | Soutěž      | vítězky   | finalistky | semifinalistky | čtvrtfinalistky | 16 v kole | 28 v kole | Q2      | Q1      |
| ------------------------------------- | ----------- | --------- | ---------- | -------------- | --------------- | --------- | --------- | ------- | ------- |
| dvouhra                               | [ 2 ] [ 8 ] | 142 000 $ | 87 665 $   | 51 205 $       | 24 910 $        | 13 590 $  | 9 820 $   | 6 603 $ | 3 380 $ |
| čtyřhra                               | [ 9 ]       | 47 390 $  | 28 720 $   | 16 430 $       | 8 510 $         | 5 140 $   | —         | —       | —       |
| částka ve čtyřhrách je uvedena na pár |             |           |            |                |                 |           |           |         |         |

## Ženská dvouhra

### Nasazení
| Stát                          | Hráčka                 | WTA | Nasazení |
| ----------------------------- | ---------------------- | --- | -------- |
| Kazachstán                    | Jelena Rybakinová      | 5.  | 1.       |
| Tunisko                       | Ons Džabúrová          | 6.  | 2.       |
| Řecko                         | Maria Sakkariová       | 9.  | 3.       |
| Česko                         | Barbora Krejčíková     | 11. | 4.       |
| Lotyšsko                      | Jeļena Ostapenková     | 12. | 5.       |
| Brazílie                      | Beatriz Haddad Maiová  | 13. | 6.       |
|                               | Darja Kasatkinová      | 14. | 7.       |
|                               | Ljudmila Samsonovová   | 15. | 8.       |
|                               | Veronika Kuděrmetovová | 16. | 9.       |
| Žebříček WTA k 29. lednu 2024 |                        |     |          |

### Jiné formy účasti
Následující hráčky obdržely divokou kartu do hlavní soutěže:
- Alexandra Ealaová
- Naomi Ósakaová
- Emma Raducanuová
- Wang Si-jü[3]

Následující hráčka měla nastoupit pod žebříčkovou ochranou:
- Paula Badosová

Následující hráčky si zajistily postup v kvalifikaci:
- Danielle Collinsová
- Ashlyn Kruegerová
- Linda Nosková
- Diane Parryová
- Bernarda Peraová
- Heather Watsonová

Následující hráčky postoupily z kvalifikace jako šťastné poražené:
- Lucia Bronzettiová
- Cristina Bucșová
- Sara Sorribesová Tormová

### Odhlášení
před zahájením turnaje
- Paula Badosová → nahradila ji  Lucia Bronzettiová
- Ču Lin → nahradila ji  Cristina Bucșová
- Emma Navarrová → nahradila ji  Wang Sin-jü
- Jeļena Ostapenková → nahradila ji  Sara Sorribesová Tormová
- Jasmine Paoliniová → nahradila ji  Ču Lin

## Ženská čtyřhra

### Nasazení
| Stát                                                                      | Hráčka                      | Stát      | Hráčka                   | WTA | Nasazení |
| ------------------------------------------------------------------------- | --------------------------- | --------- | ------------------------ | --- | -------- |
| USA                                                                       | Nicole Melichar-Martinezová | Austrálie | Ellen Perezová           | 23. | 1.       |
| Brazílie                                                                  | Beatriz Haddad Maiová       | Brazílie  | Luisa Stefaniová         | 35. | 2.       |
| Čínská Tchaj-pej                                                          | Čan Chao-čching             | Mexiko    | Giuliana Olmosová        | 46. | 3.       |
| Česko                                                                     | Marie Bouzková              | Španělsko | Sara Sorribesová Tormová | 57. | 4.       |
| Žebříček WTA k 29. lednu 2024; číslo je součtem umístění obou členek páru |                             |           |                          |     |          |

### Jiné formy účasti
Následující pár obdržel do čtyřhry divokou kartu:
- Ons Džabúrová /  Naomi Ósakaová

Následující pár nastoupil z pozice náhradníka:
- Magda Linetteová /  Bernarda Peraová

### Odhlášení
před zahájením turnaje
- Wang Sin-jü /  Čeng Saj-saj → nahradily je  Magda Linetteová /  Bernarda Peraová

## Přehled finále

### Ženská dvouhra
- Jelena Rybakinová vs.   Darja Kasatkinová, 6–1, 6–4

### Ženská čtyřhra
- Sofia Keninová /  Bethanie Matteková-Sandsová vs.  Linda Nosková /  Heather Watsonová, 6–4, 7–6(7–4)